# Jurassic Park III: The DNA Factor
Jurassic Park III: The DNA Factor è un videogioco rompicapo ispirato al franchise cinematografico fantascientifico di Jurassic Park. È stato sviluppato dalla Konami Computer Entertainment Hawaii e pubblicato dalla Konami nel 2001 per Game Boy Advance.